# Zdislavice (przystanek kolejowy)
Bolina – przystanek kolejowy w miejscowości Zdislavice, w kraju środkowoczeskim, w Czechach. Znajduje się na linii 222 Benešov u Prahy – Trhový Štěpánov, na wysokości 440 m n.p.m..  

## Linie kolejowe
- 222: Praga – Benešov u Prahy